# Norman Pearlstine
Norman Pearlstine est un journaliste financier américain, qui a dirigé les rédactions de Bloomberg et Time Inc.

## Biographie
Né à Philadelphie le 4 octobre 1942, Norman Pearlstine a travaillé pour le Wall Street Journal de 1968 à 1992, excepté une courte période de deux ans, de 1978 à 1980, qui le voit prendre la direction de Forbes, le magazine financier. Au service du Wall Street Journal, il a été en poste à Dallas, Detroit, Los Angeles (1968–73), puis a pris la direction du bureau de Tokyo (1973–76) et de The Asian Wall Street Journal (1976–78).
À son départ du Wall Street Journal, il lance de magazine SmartMoney puis succède à Jason McManus à la rédaction en chef de Time Inc. en 1995 puis de l'ensemble des 154 publications du groupe Time Warner, y compris Fortune, Money, People, et bien d'autres. Il est ensuite conseiller du fonds d'investissement Carlyle Group,. Norman Pearlstine rejoint l'agence Bloomberg en juin 2008 au poste de responsable général des contenus. Il est chargé d'identifier les opportunités de croissance de Bloomberg dans la télévision, la radio, la presse magazine, et les produits "online". Il dirige le magazine Bloomberg Businessweek. En octobre 2013, il retrouve la position  occupée chez Time Warner avant son départ pour Bloomberg.